# Parechthrodryinus
Parechthrodryinus is een geslacht van vliesvleugeligen uit de familie Encyrtidae. De wetenschappelijke naam van dit geslacht is voor het eerst geldig gepubliceerd in 1916 door Girault.

## Soorten
Het geslacht Parechthrodryinus omvat de volgende soorten:
- Parechthrodryinus albiclavatus (Shafee, Alam & Agarwal, 1975)
- Parechthrodryinus clavicornis (Cameron, 1913)
- Parechthrodryinus coccidiphagus (Mercet, 1925)
- Parechthrodryinus combretae (Risbec, 1951)
- Parechthrodryinus convexus Girault, 1916
- Parechthrodryinus excelsus Hayat, 2003
- Parechthrodryinus hemiaspidoproctis (Subba Rao, 1967)
- Parechthrodryinus keralensis Hayat, 2003
- Parechthrodryinus nigriclavatus (Shafee, Alam & Agarwal, 1975)
- Parechthrodryinus orarius (Annecke & Mynhardt, 1973)
- Parechthrodryinus paralourgos Springate & Noyes, 1990
- Parechthrodryinus prolatus (Prinsloo & Annecke, 1978)
- Parechthrodryinus sparnus (Annecke & Mynhardt, 1973)